# Najlepše pesmi (album)
Najlepše pesmi je kompilacijski album skupine Hazard. Album je bil posnet v Studiu Akademik med letoma 1981 in 1983 v Ljubljani in izdan leta 1997 pri založbi Corona.
Leta 2004 je skupina Hazard pri isti založbi izdala ponatis kompilacije Najlepše pesmi z naslovom 20 najlepših pesmi.

## Seznam skladb
| Št. | Naslov                                                                            | Dolžina |
| --- | --------------------------------------------------------------------------------- | ------- |
| 1.  | „Marie, ne piši pesmi več‟ (Tadej Hrušovar/Dušan Velkaverh/Braco Doblekar)        | 3:03    |
| 2.  | „Ljudje, ki sedijo v parkih‟ (Dare Petrič/Dušan Velkaverh/Dare Petrič)            | 3:50    |
| 3.  | „Vsak je sam‟ (Tadej Hrušovar/Dušan Velkaverh/Braco Doblekar)                     | 3:39    |
| 4.  | „Zgoraj brez‟ (Tadej Hrušovar/Dušan Velkaverh/Braco Doblekar)                     | 3:12    |
| 5.  | „Nena‟ (Tadej Hrušovar/Dušan Velkaverh/Braco Doblekar)                            | 3:37    |
| 6.  | „Otroci pankrtov‟ (Tadej Hrušovar/Dušan Velkaverh/Braco Doblekar)                 | 3:07    |
| 7.  | „Tovariš Rokenrol‟ (Tadej Hrušovar/Dušan Velkaverh/Braco Doblekar)                | 3:00    |
| 8.  | „Zabloda moja v modrih kavbojkah‟ (Tadej Hrušovar/Dušan Velkaverh/Braco Doblekar) | 3:02    |
| 9.  | „Najlepše pesmi‟ (Tadej Hrušovar/Dušan Velkaverh/Braco Doblekar)                  | 3:01    |
| 10. | „Andreja‟ (Dominik Trobentar/Dušan Velkaverh/Dominik Trobentar)                   | 4:04    |
| 11. | „Papige‟ (Tadej Hrušovar/Dušan Velkaverh/Braco Doblekar)                          | 3:38    |
| 12. | „Ni cvetja brez trnja‟ (Tadej Hrušovar/Dušan Velkaverh/Braco Doblekar)            | 3:53    |
| 13. | „Bistro‟ (Tadej Hrušovar/Dušan Velkaverh/Tadej Hrušovar)                          | 3:01    |
| 14. | „Rože za Elzo‟ (Tadej Hrušovar/Dušan Velkaverh/Tadej Hrušovar)                    | 2:59    |
| 15. | „Makalonca‟ (Dušan Velkaverh/Dušan Velkaverh/Braco Doblekar)                      | 3:54    |
| 16. | „Dečva‟ (Tadej Hrušovar/Dušan Velkaverh/Braco Doblekar)                           | 3:53    |
| 17. | „Vrtnar‟ (Tadej Hrušovar/Dušan Velkaverh/Tadej Hrušovar)                          | 3:16    |
| 18. | „Nafta‟ (Dare Petrič/Dušan Velkaverh/Dare Petrič)                                 | 3:13    |
| 19. | „Kopalnico ima?‟ (Silvester Mihelič/Toni Gašperič/Braco Doblekar)                 | 2:32    |
| 20. | „Zakrokano morje‟ (Mojmir Sepe/Igor Torkar/Dani Gančev)                           | 2:16    |

## Zasedba
- Dominik Trobentar – solo vokal, bas kitara
- Braco Doblekar – vokal, tenor saksofon, konge
- Dani Gančev – vokal, klaviature, bas kitara
- Dare Petrič – kitara
- Miro Čekeliš – bobni